# Jesus schläft, was soll ich hoffen?

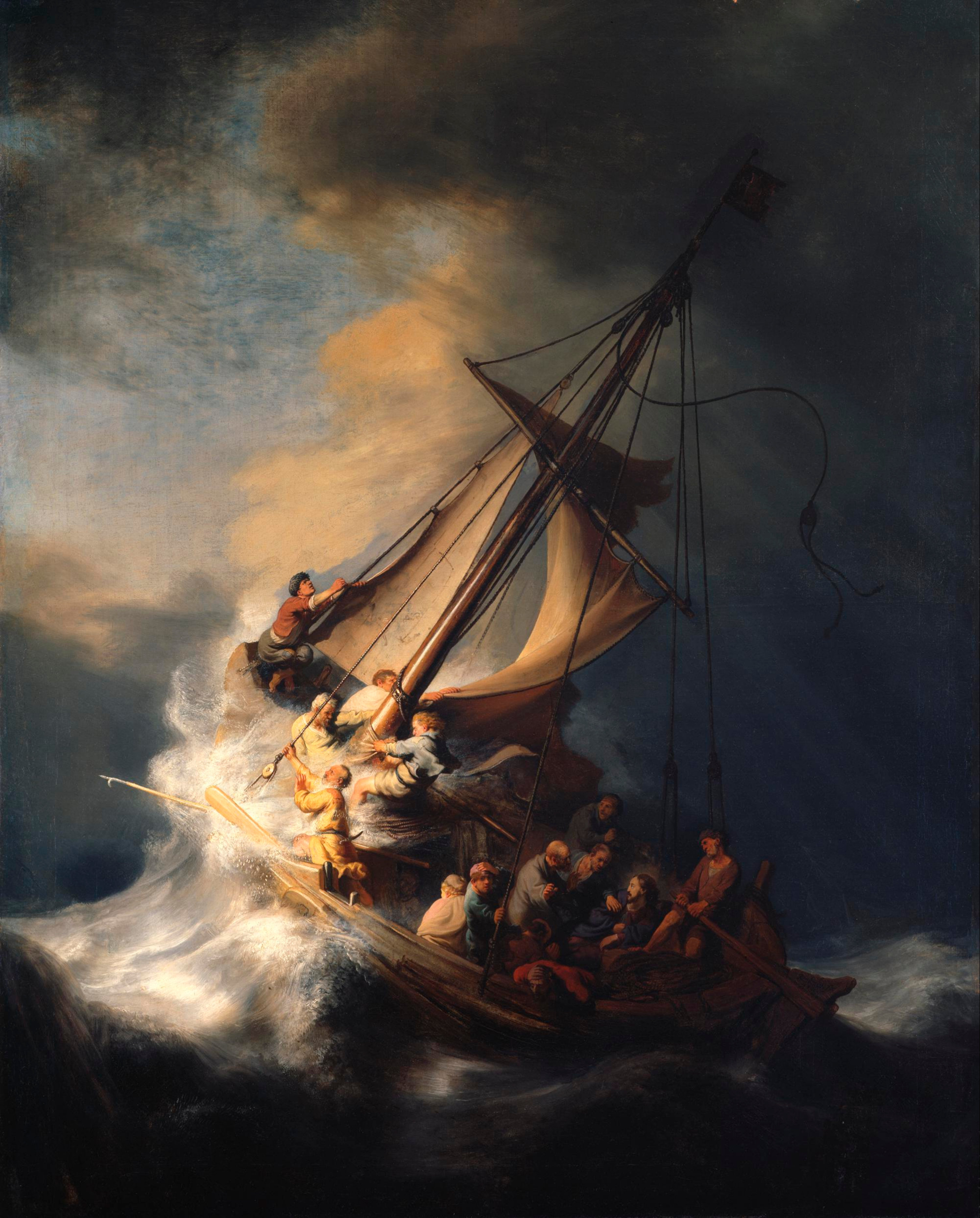
Tempête sur la mer de Galilée, Rembrandt, 1633.

Jésus schläft, was soll ich hoffen? (Jésus dort, que puis-je espérer ?), (BWV 81), est une cantate religieuse de Johann Sebastian Bach écrite en 1724 à Leipzig pour le quatrième dimanche après l'Épiphanie et donnée pour la première fois le 30 janvier 1724. Pour cette destination liturgique, une autre cantate a franchi le seuil de la postérité : la BWV 14.

## Histoire et livret
Ces quatre autres cantates ont été écrites pour l'Épiphanie :
- Liebster Jesu, mein Verlangen (BWV 32)
- Meine Seufzer, meine Tränen (BWV 13)
- Herr, wie du willt, so schicks mit mir (BWV 73)
- Sie werden aus Saba alle kommen (BWV 81)

Le quatrième dimanche après l'Épiphanie est rare et ne survient que les années où la fête de Pâques est tardive. Les lectures prescrites pour la journée étaient Romains13:8–10 et Matthieu 8:23-27, "Jésus calmant la tempête". Le librettiste est inconnu mais les noms de Erdmann Neumeister et Christian Weiss ont été suggérés par les chercheurs. Le poète se réfère à l'Évangile et développe le contraste entre Jésus caché (dormant) et visible (agissant), semblable à la cantate Mein Gott, wie lang, ach lange? BWV 155, écrite en 1716 et exécutée trois semaines plus tôt pour le premier dimanche après l'Épiphanie. Les paroles du 4e mouvement sont une citation de l'Évangile, la question de Jésus: « Ihr Kleingläubigen, warum seid ihr afin furchtsam » (Pourquoi avez-vous peur, gens de peu de foi?). Le choral de clôture est la deuxième strophe du choral de Johann Franck, Jesu meine Freude (de).

## Structure et instrumentation
La cantate est écrite pour deux hautbois d'amour, deux flûtes à bec, deux violons, alto et basse continue. Les flûtes à bec et les hautbois ont probablement été joués par les mêmes musiciens, trois voix solistes (alto, ténor, basse) et un chœur à quatre voix dans le choral.
Il y a sept mouvements :
1. aria (alto, flûtes à bec) : Jesus schläft, was soll ich hoffen?
2. récitatif (ténor) : Herr! warum trittest du so ferne?
3. aria (ténor) : Die schäumenden Wellen von Belials Bächen
4. arioso (basse) : Ihr Kleingläubigen, warum seid ihr so furchtsam
5. aria (basse, hautbois d'amour) : Schweig, aufgetürmtes Meer
6. récitatif (alto) : Wohl mir, mein Jesus spricht ein Wort
7. choral : Unter deinem Schirmen

## Musique
Bach exprime les questions de l'« âme » angoissée de façon spectaculaire, semblable aux dialogues de O Ewigkeit, du Donnerwort (BWV 60). La première aria parle du « sommeil », illustré par les flûtes à bec, le bas registre des cordes et les longues notes de la voix. Bach a également utilisé des moyens similaires dans l'aria Sanfte soll mein Todeskummer de son Oratorio de Pâques. La 3e partie visualise presque la tempête et le mouvement des vagues comme dans les opéras contemporains. La partie centrale 4, dans un agencement symétrique, est consacrée à la contrebasse comme Vox Christi (voix du Christ). Le continuo et la voix utilisent un matériau similaire dans cet Arioso, en intensifiant les mots. L'aria suivante, indiquée allegro, oppose la « tempête », fonctionne à l'unisson des cordes, avec un mouvement plus calme des hautbois.
Le choral de clôture est composé en quatre parties. Son thème de choral est de Johann Crüger et parut d'abord dans son Praxis pietatis melica publié à Berlin en 1653.
Bach a composé une symétrie semblable autour d'un mot de la Bible en 1726 dans Brich dem Hungrigen dein Brot, BWV 39.

## Sources
- Gilles Cantagrel, Les cantates de J.-S. Bach, Paris, Fayard, mars 2010, 1665 p.  (ISBN 978-2-213-64434-9)

- (de)/(en) Cet article est partiellement ou en totalité issu des articles intitulés en allemand « Jesus schläft, was soll ich hoffen » (voir la liste des auteurs) et en anglais « was soll ich hoffen? BWV 81 » (voir la liste des auteurs).